# Conclave de 1492
O conclave papal de 1492 ocorreu logo após a morte do Papa Inocêncio VIII, no qual foi eleito o Papa Alexandre VI como pontífice. Foi composto por vinte e sete cardeais; dois deles eram cardeais “in pectore”, ou seja, eleitos, mas não proclamados; o conclave os aceitou, como foi feito em outras ocasiões.

## Cardeais participantes

Brasão papal de Sua Santidade o papa Alexandre VI

Dos 23 cardeais que participaramm no conclave, quatorze tinha sido elevado pelo Papa Sisto IV. Os cardeais de Sisto IV, conhecidos como "Cardeais da Capela Sistina" e liderados por Giuliano della Rovere, haviam controlado o Conclave de 1484, elegendo um dos seus, Giambattista Cibo, como o Papa Inocêncio VIII. Desde 1431, a composição do Colégio Cardinalício foi radicalmente transformada, aumentando o número de cardeais-sobrinhos (3-10), cardeais da coroa (de 2 a 8), e representantes de poderosas famílias nobres romanas (2-4). Com a exceção de três funcionários da Cúria e um pastor, os cardeais eram "príncipes seculares, em grande parte sem se preocupar com a vida espiritual, quer da Igreja latina ou de seus membros."
Os cardeais presentes no conclave eram todos italianos, exceto pelos cardeais Borja e Costa, ibéricos:

### Cardeais votantes
| Consistóro                     | 1492 |
| ------------------------------ | ---- |
| Fevereiro 1456                 | 2    |
| Consistórios de Calisto III    | 2    |
| Março 1460                     | 1    |
| Consistórios de Pio II         | 1    |
| Setembro 1467                  | 1    |
| Novembro 1468                  | 2    |
| Consistórios de Paulo II       | 3    |
| Dezembro 1471                  | 1    |
| Maio 1473                      | 1    |
| Dezembro 1476                  | 1    |
| Dezembro 1477                  | 2    |
| Fevereiro 1478                 | 1    |
| Maio 1480                      | 3    |
| Novembro 1483                  | 3    |
| Março 1484                     | 1    |
| Consistórios de Sisto IV       | 13   |
| Março 1489                     | 8    |
| Consistórios de Inocêncio VIII | 8    |
| Total                          | 27   |

| Criado por                  | Cardeais | Por Cento |
| --------------------------- | -------- | --------- |
| Papa Calisto III (CIII)     | 02       | 7,41 %    |
| Papa Pio II (PiII)          | 01       | 3,7 %     |
| Papa Paulo II (PaII)        | 03       | 11,11 %   |
| Papa Sisto IV (SIV)         | 013      | 48,15 %   |
| Papa Inocêncio VIII (IVIII) | 08       | 29,63 %   |
| Total                       | 27       | 100 %     |

### Cardeais Bispos
Participaram dos escrutínios os seguintes cardeais:
| Nº | Nome                     | Consistório    | Papa |
| -- | ------------------------ | -------------- | ---- |
| 1  | Rodrigo de Borja y Borja | Fevereiro 1456 | CIII |
| 2  | Giuliano della Rovere    | Dezemebro 1471 | SIV  |
| 3  | Oliviero Carafa          | Setembro 1467  | PaII |
| 4  | Giovanni Battista Zeno   | Novembro 1468  | PaII |
| 5  | Giovanni Michiel         | Novembro 1468  | PaII |
| 6  | Jorge da Costa, O.Cist.  | Dezemebro 1476 | SIV  |

### Cardeais Presbíteros
| Nº | Nome                          | Consistório    | Papa  |
| -- | ----------------------------- | -------------- | ----- |
| 7  | Girolamo Basso della Rovere   | Dezembro 1477  | SVI   |
| 8  | Raffaele Riario               | Dezembro 1477  | SVI   |
| 9  | Domenico della Rovere         | Fevereiro 1478 | SVI   |
| 10 | Paolo Fregoso                 | Maio 1480      | SVI   |
| 11 | Giovanni de' Conti            | Novembro 1483  | SVI   |
| 12 | Giovanni Giacomo Schiaffinati | Novembro 1483  | SVI   |
| 13 | Lorenzo Cibo de' Mari         | Março 1489     | IVIII |
| 14 | Ardicino della Porta, iuniore | Março 1489     | IVIII |
| 15 | Antonio Pallavicini Gentili   | Março 1489     | IVIII |

### Cardeais Diáconos
| Nº | Nome                             | Consistório   | Papa  |
| -- | -------------------------------- | ------------- | ----- |
| 16 | Francesco Todeschini-Piccolomini | Março 1460    | PiII  |
| 17 | Giovanni Battista Savelli        | Maio 1480     | SIV   |
| 18 | Giovanni Colonna                 | Maio 1480     | SIV   |
| 19 | Giovanni Battista Orsini         | Novembro 1483 | SIV   |
| 20 | Ascanio Maria Sforza Visconti    | Março 1484    | SIV   |
| 21 | Maffeo Gherardi, O.S.B.Cam       | Março 1489    | IVIII |
| 22 | Giovanni de' Medici              | Março 1489    | IVIII |
| 23 | Federico di Sanseverino          | Março 1489    | IVIII |

### Cardeais ausentes

#### Cardeais Presbíteros
| Nº | Nome                      | Consistório    | Papa  |
| -- | ------------------------- | -------------- | ----- |
| 24 | Luis Juan de Milà y Borja | Fevereiro 1456 | CIII  |
| 25 | Pedro González de Mendoza | Maio 1473      | SIV   |
| 26 | André d'Espinay           | Março 1489     | IVIII |

### Cardeais Diáconos
| Nº | Nome                              | Consistório | Papa  |
| -- | --------------------------------- | ----------- | ----- |
| 27 | Pierre d'Aubusson, O.S.Io.Hieros. | Março 1489  | IVIII |

## O Conclave
Foi razoável incluir os nomes dos cardeais eleitores porque em primeiro lugar se depara com uma prova fiel do “nepotismo” por parte dos pontífices anteriores e que muitos desses “príncipes da igreja” pertenciam a várias das famílias poderosas da península itálica que para tanto comprar seus votos fosse muito difícil, já que sua honra era reconhecida e careciam de necessidades econômicas; as riquezas dos Bórgia não eram excessivas pelo qual, por lógica, se descarta a simonia, já que esses cardeais inclusive podiam comprar votos entre eles mesmos.
O dia 6 de agosto foi consumido pela elaboração e subscrição da capitulação em conclave, que, embora não tenha sobrevivido aos nossos dias, é conhecido por ter restringido o número de novos cardeais que poderiam ser criados pelo novo papa.
Entre os mais “papabiles” encontra-se num primero escalão Caraffa, Costa e Ardicino della Porta, assim como logo se falou de Zeno e Piccolomini, entretanto, Giuliano della Rovere era apoiado pela França e Gênova, que teriam 300 mil ducados de ouro depositados em Roma para usá-los em favor de sua eleição como também o rei de Nápoles o apoiava com suas tropas nas portas de Roma. De Borja só se falava como uma remota possibilidade.
Na primeira votação, os mais votados foram Caraffa e Costa; na segunda, esta tendência mudou para della Rovere e Ascanio Sforza, este último apoiado por Borja, mas devido a seu irmão Ludovico Sforza ter grandes ambições para com a “Cidade Eterna”, Sforza decidiu dar seu apoio ao vice-chanceler que finalmente o acompanhou, não obstante se Sforza não podia ser eleito com o apoio de Borja, dificilmente este último podia ser eleito com o apoio de Sforza.
As principais razões para que Borja não fosse eleito eram, em primeiro lugar, sua nacionalidade espanhola e no conclave, além dele, o único estrangeiro era o purpurado português Jorge da Costa, que já era considerado “papabile”. Além disso, Borja era considerado inimigo por França, Nápoles, Veneza e Florença, devido a sua supremacia na Igreja que não era agradável para os Príncipes Temporais. Por exemplo, se o fraco Papa Inocêncio VIII pode causar terríveis males ao rei de Nápoles, então o inimigo Borja era de se temer ainda mais.
Devido a essas razões, o vice-chanceler não conseguiu sequer apresentar seu nome, já que os outros dois cardeais espanhóis não se encontravam no conclave. Supostamente, alguns consideram simoníaca a eleição, não obstante se assim tivesse sido, o cardeal della Rovere teria sido eleito pelo apoio dos grandes Estados mais ricos que qualquer outro indivíduo.
O conclave finalmente elegeu por unanimidade [Um conclave aprova a eleição quando se obtém os dois terços de todos os eleitores, no caso de Rodrigo Borja o conclave foi com votação oral e quando se obteve os dois terços daqueles que estavam votando, se deu por concluída a eleição, sem importar o resto dos votos ainda não emitidos] ao vice-chanceler, pois os cardeais decidiram que nenhum candidato apoiado por outro Estado podia ser eleito porque Roma ficaria subjugada sob o poder estrangeiro. Também lembraram do Papa Calisto III, acusado de nepotismo porque quase todos os integrantes deste conclave eram criados por ele. Algo necessário era um candidato forte e com conhecimentos nos assuntos da igreja. Além disso, independente do resto dos Estados e nesses aspectos, Borja se encaixava à perfeição. Cabe destacar que entre todos os cardeais, na administração e na força, ele era o melhor, de tal forma que foi eleito em 11 de agosto de 1492, para ser coroado com a “tríplice coroa” no domingo 16 de agosto pelo cardeal protodiácono Francesco Todeschini-Piccolomini, adotando o nome de Alexandre VI, não tanto em homenagem a Alexandre Magno, porque não era muito favorável ter um nome com tamanha característica militar, mas também pelo Papa Alexandre III, que obrigou a Frederico Barbarossa a respeitar a Igreja de Roma.